# Ock Joo-hyun
Ock Joo-hyun (hangeul : 옥주현) est une chanteuse de K-pop et de comédie musicale sud-coréenne, née le 20 mars 1980.

## Biographie

### La période Fin.K.L (1998 - 2002)
En 1998, Ock Joo-hyun, Lee Hyori, Lee Jin et Sung Yu-ri forment le groupe de K-pop Fin.K.L. Ock en est la chanteuse principale.
Si la bande n'a jamais été officiellement dissoute, elle ne s'est plus produite sur scène depuis 2002,,,,.

### Retour aux études et carrière solo (2003 - 2007)
En février 2005, Ock est diplômée de l'Université Kyung Hee, dans la même promotion que l'ancienne membre de Fin.K.L Sung Yu-ri et l'acteur Gong Yoo.
Depuis la fin de Fin.K.L, Ock Joo-hyun s'est illustrée via quatre albums solo.

### Star de la scène musicale (2007 - maintenant)
Très active dans le domaine de la comédie musicale, elle est une figure importante de la scène sud-coréenne. 
Elle compte parmi ses rôles emblématiques Roxy Hart (Chicago), l'Impératrice Elisabeth d'Autriche (Elisabeth) et surtout l'antagoniste de Rebecca, Mrs Danvers. Cette interprétation à contre-emploi est saluée par la profession : sa performance lui vaut plusieurs récompenses, notamment celle de la Meilleure actrice dans un second rôle aux 7ème Musical Awards et le Prix de l'artiste féminine la plus populaire aux 19ème Korea Musical Awards. 
En 2013, Frank Wildhorn, qui a participé à la production de son album Gold, la pressent pour le rôle principal de sa prochaine comédie musicale : il s'agit d'une fresque historique et romantique, Mata Hari. Pour construire son héroïne, Wildhorn s'inspire directement de la tessiture d'Ock Joo-Hyun et lui réserve d'emblée le personnage. Ock Joo-hyun campe Mata Hari à trois reprises, notamment aux côtés de Jung Taek-Woon (2016), Lim Seul-Ong (2017) ou encore Lee Hong-Ki (2022).

## Discographie

### Albums
| Titre           | Date de sortie   | Format       | Notes                                            |
| --------------- | ---------------- | ------------ | ------------------------------------------------ |
| Nan             | 2 juin 2003      | CD, cassette |                                                  |
| L'Orde Original | 15 novembre 2004 | CD, cassette |                                                  |
| Remind          | 12 juin 2008     | CD           |                                                  |
| Gold            | 21 août 2014     | CD           | Album reprenant des titres de comédies musicales |

### Autres
| /          | Titre                                                      | Date de sortie   | Format |
| ---------- | ---------------------------------------------------------- | ---------------- | ------ |
| Mini-album | Reflection                                                 | 5 mars 2013      | CD     |
| Album live | Musical debut 10th anniversary concert 'vOKal 2016' part.1 | 4 août 2016      | CD     |
| Album live | Musical debut 10th anniversary concert 'vOKal 2016' part.2 | 29 novembre 2016 | CD     |

## Performances scéniques

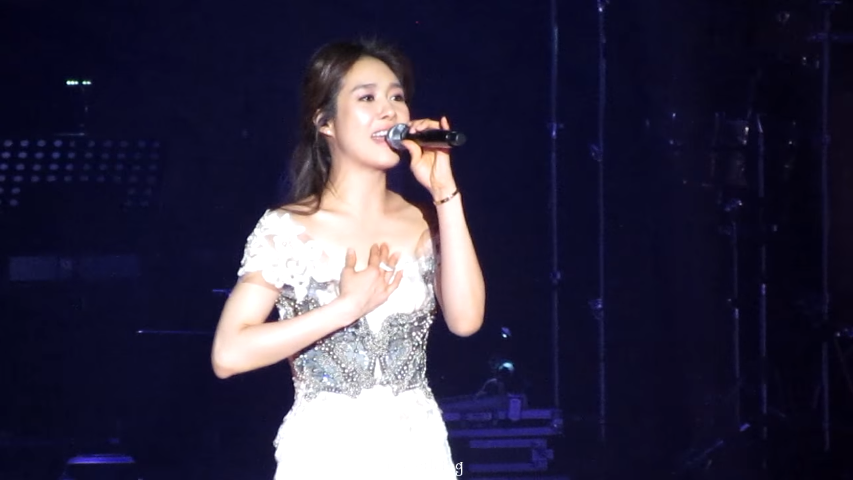
Ock interprète le titre phare de Rebecca lors d'un concert (2015).

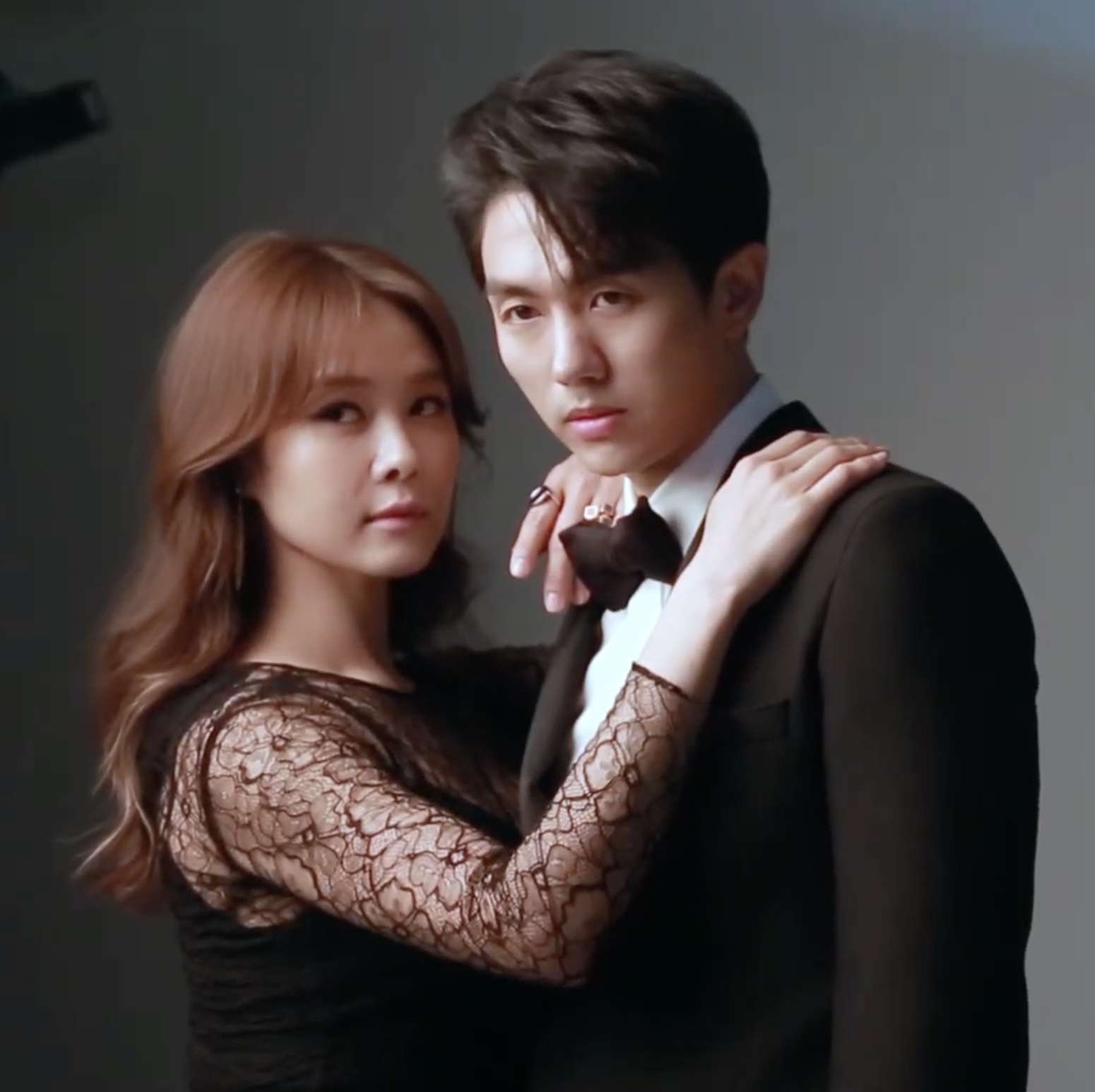
Ock et sa co-star Lim Seul-Ong durant la séance photo du revival de Mata Hari (2017).

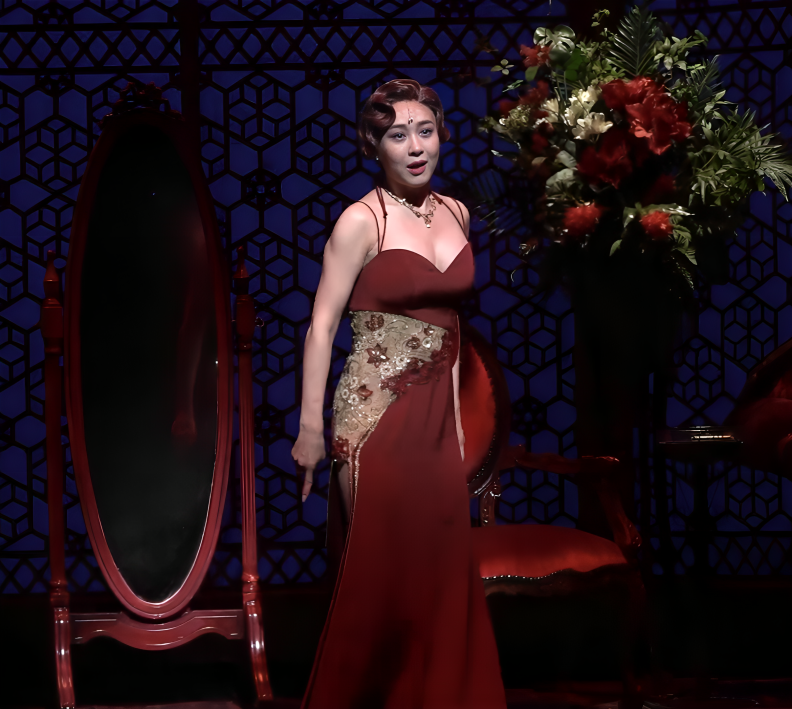
Ock dans le rôle éponyme de Mata Hari (2022).

| Titre                         | Année(s)                                                         | Personnage                 | Notes                  |
| ----------------------------- | ---------------------------------------------------------------- | -------------------------- | ---------------------- |
| Aïda                          | 2005-2006 / 2010-2011                                            | Aïda                       | Rôle principal         |
| Chicago                       | 2007 / 2008 / 2009 / 2010                                        | Roxy Hart                  | Rôle principal         |
| Cats                          | 2008-2009                                                        | Grazabella                 |                        |
| Broadway 42e rue              | 2009                                                             | Peggy Sawyer               | Rôle féminin principal |
| Monte-Cristo                  | 2010 / 2011 / 2020-2021                                          | Mercédès                   | Rôle féminin principal |
| Elisabeth                     | 2012 / 2015 / 2018-2019 / 2022                                   | Elisabeth d'Autriche       | Rôle principal         |
| Rudolf                        | 2012-2013                                                        | Marie Vetsera              | Rôle féminin principal |
| Wicked                        | 2013-2014 / 2021                                                 | Elphaba                    | Rôle principal         |
| Rebecca                       | 2013-2014 / 2017 / 2019-2020 / 2020-2021 / 2021-2022 / 2023-2024 | Mrs Danvers                | Antagoniste principal  |
| Marie-Antoinette              | 2014-2015                                                        | Marie-Antoinette           | Rôle principal         |
| Mata Hari                     | 2016 / 2017 / 2022 / 2024-2025                                   | Mata Hari                  | Rôle principal         |
| Sweeney Todd                  | 2016 / 2019                                                      | Mrs Lovett                 | Rôle féminin principal |
| The Bridges of Madison County | 2017                                                             | Francesca                  | Rôle féminin principal |
| Anna Karénine                 | 2018                                                             | Anna Karénine              | Rôle principal         |
| Marie Curie                   | 2020                                                             | Marie Curie                | Rôle principal         |
| Beethoven                     | 2023 / 2024                                                      | Antonie "Toni" Brentano    | Rôle féminin principal |
| Marie-Antoinette              | 2024                                                             | Marguerite Arnault         | Rôle principal         |
| La Rose de Versailles         | 2024                                                             | Oscar François de Jarjayes | Rôle féminin principal |